# Cymatona
Cymatona is een geslacht van weekdieren uit de klasse van de Gastropoda (slakken).

## Soorten
- Cymatona kampyla (R. B. Watson, 1883)
- Cymatona philomelae  (R. B. Watson, 1881)

### Synoniemen
- Cymatona tomlini  Powell, 1955 => Sassia kampyla  (R. B. Watson, 1883) => Cymatona kampyla  (R. B. Watson, 1883)